# Acentrogobius chlorostigmatoides
 Acentrogobius chlorostigmatoides  es una especie de pez de la familia de los Gobiidae en el orden de los Perciformes.

## Morfología
Los machos pueden llegar a alcanzar los 11 cm de longitud total.

## Hábitat
Es un pez de Clima tropical y demersal. 

## Distribución geográfica
Se encuentra desde Indonesia hasta la China, incluyendo el delta del Mekong.

## Observaciones
Es inofensivo para los humanos. 